# 胡文
胡文（1523年—1608年），字宣文，號後林，福建漳州府詔安縣人，軍籍，明朝政治人物。

## 生平
嘉靖二十八年己酉科（1549年）福建鄉試第三十一名舉人。嘉靖三十五年（1556年）中式丙辰科會試第二十四名，三甲第九名進士。户部观政，授行人司行人，三十八年升户部主事，隆慶元年改调浙江盐运司判官，升任南京太仆寺寺丞，歷南京户部员外郎、郎中，官至廣東高州府知府，万历八年（1580年）正月升云南曲靖副使。万历十年二月，革云南曲靖年衰副使胡文职闲住。卒年八十六。有子胡士鳌，亦进士。现在南诏镇县前街仍保留其父子进士坊，纪念诏安建县后的第一对父子进士。

## 家族
曾祖胡克茂；祖父胡洪睿；父胡清。前母李氏；母沈氏。兄胡穀、弟胡業。長子胡士鳌，萬曆丁丑進士；次子胡士鱀；三子胡士衡，其子胡仲愔为益府德化王仪宾；四子胡士鲁。